# Bogorodszkoje (Kirovi terület)
Bogorodszkoje (oroszul: Богородское) városi jellegű település Oroszország Kirovi területén, a Bogorodszkojei járás székhelye.	
Lakossága: 2875 fő (a 2010. évi népszámláláskor).
A Kirovi terület keleti részén, Kirov területi székhelytől közúton 127 km-re terül el. A legközelebbi város Nolinszk, a legközelebbi vasútállomás (73 km) a transzszibériai vasútvonal északi ágának Kirov–Glazov közötti szakaszán fekvő Zujevka.
A falu 1700-ban létesült, a kazanyi ujezd területén feküdt és 1791-ig a kazanyi püspökséghez tartozott.
A Bogorodszkojei járás gazdasági életére elsősorban a mezőgazdaság, azon belül az állattenyésztés jellemző. Az ipari tevékenység a mezőgazdasági termékek feldolgozására korlátozódik.